# 佐魯麻都
佐魯麻都（さろまつ、生没年不詳）は、倭系の安羅人。任那日本府の実務担当者である「執事」。

## 概要
河内直、阿賢移那斯らとともに佐魯那奇他を祖先にもつ。541年、新羅と通じて百済の聖明王の招集に応じず、聖明王から叱責された。544年、聖明王は佐魯麻都の召喚を欽明天皇に求め、545年には佐魯麻都らを任那復興の邪魔者として報告している。
東進する百済から安羅を守るために新羅との連携を重視する「親新羅派」であり、『日本書紀』欽明紀五年三月条は、新羅の第十一官等の奈麻の衣冠をかぶり、新羅と公私往来していたと伝えられる。